# Soledar
Soledar este un oraș din Ucraina. Se află la o altitudine de 100 m deasupra nivelului mării.
După o bătălie de luni de zile în timpul invaziei ruse a Ucrainei din 2022-2023, liderul grupului de mercenari Wagner Evgheni Prigojin a anunțat că orașul este sub ocupație rusă din 10 ianuarie 2023.